# Planetario Humboldt
El Planetario Humboldt es una de las instituciones venezolanas dedicada al estudio y enseñanza de la astronomía, astronáutica y ciencias afines; se localiza dentro del Parque Generalísimo Francisco de Miranda - Parque del Este  en Caracas, Venezuela y está adscrito al Servicio de Hidrografía y Navegación de Venezuela de la Armada Bolivariana de Venezuela El diseño es obra del arquitecto  venezolano Carlos Guinand Sandoz
Adicionalmente el Planetario presta servicio en el área de la enseñanza de la Física, Matemática, Química, Geografía y Ciencias de la Tierra, contando con personal calificado para el desarrollo de sus actividades, por medio de talleres y cursos.

## Etimología del nombre

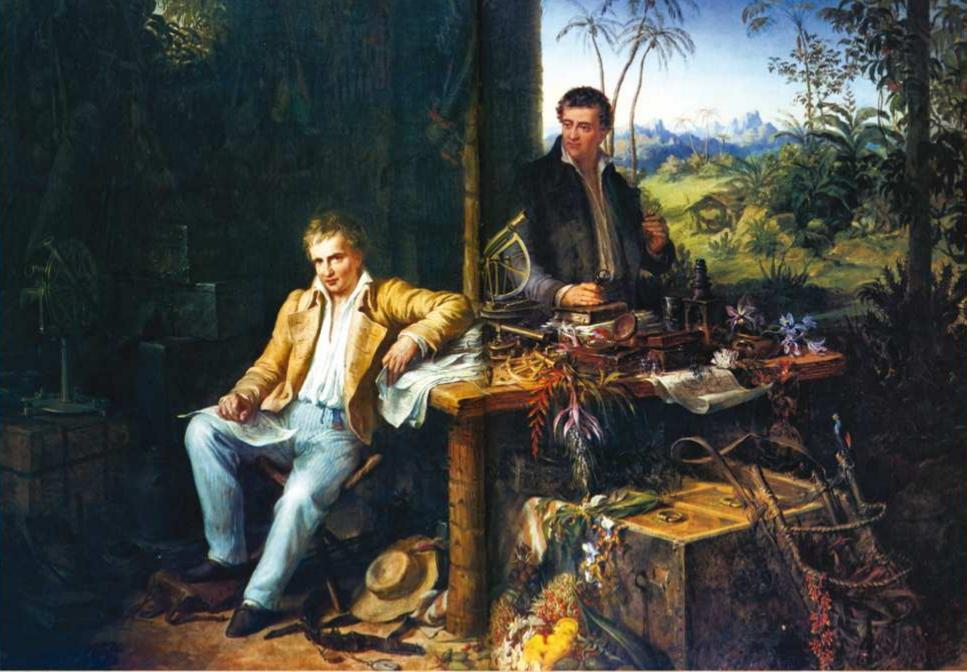
Alejandro de Humboldt y Aime Bonpland en la selva realizando mediciones y colectas zoológicas, botánicas, geológicas.

El nombre del planetario es en honor al ilustre Barón Alejandro de Humboldt  (Friedrich Wilhelm Heinrich Alexander Freiherr von Humboldt Berlín, Alemania, 14 de septiembre de 1769 – 6 de mayo de 1859), quien visitó el país entre los años de 1799 – 1801. En ese período realiza colectas zoológicas, botánicas, geológicas, así con gran cantidad de mediciones y observaciones meteorológicas y astronómicas, que serán publicadas años más tarde en su libro “Viaje a las Regiones Equinocciales del Nuevo Continente”

## Breve reseña histórica

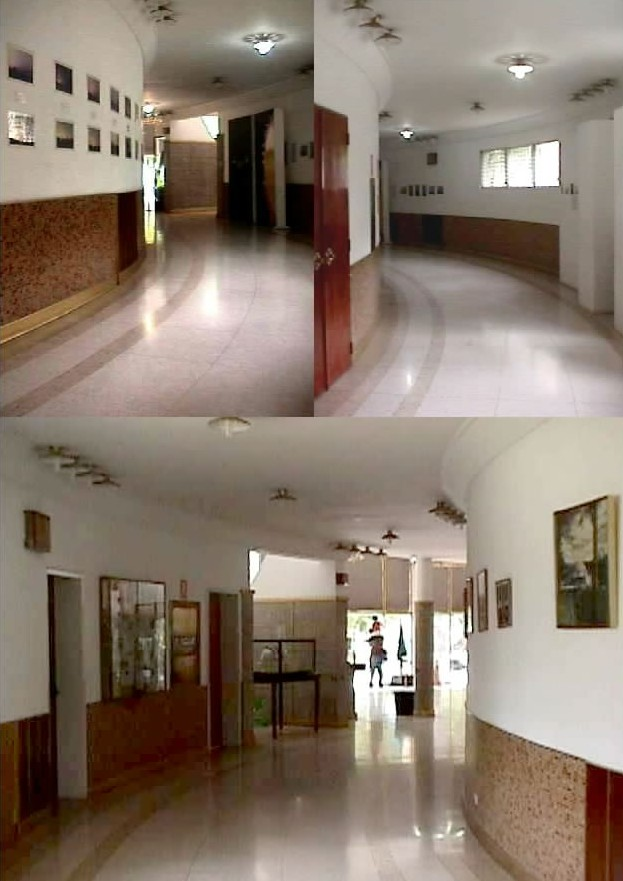
Instalaciones de Planetario Humboldt

Sus orígenes se remontan a mediados de los años 1950, cuando el entonces director del Observatorio Naval Cagigal el Dr. Eduardo Röhl es comisionado por el gobierno para adquirir equipos ópticos para el observatorio en Alemania, además de un proyector planetario en la casa Zeiss, para el futuro planetario Humboldt. Posteriormente, los equipos adquiridos llegan al país y el proyector es instalado en el planetario, cuya construcción se había iniciado el 15 de enero de 1959 y cuya inauguración se producirá dos años más tarde el 23 de julio de 1961 El resto de los equipos que llegaron con el proyector planetario terminarán siendo usados en Observatorio Astronómico Nacional de Llano del Hato en la ciudad de Mérida, Venezuela dado que debido a la contaminación atmosférica y la luminosidad de la ciudad de Caracas no se pudieron utilizar en el Observatorio Naval Cagigal
Otro momento histórico de importancia para el Planetario Humboldt fue en abril de 1991, cuando se llevó a cabo en Caracas, Venezuela, la III Convención Regional de la Liga Ibero Americana de Astronomía (LIADA), en el local del planetario, a la que asistió más de medio centenar de aficionados de seis países: Argentina, Bolivia, Brasil, Colombia, España y Venezuela  presentándose cincuenta trabajos en esa oportunidad, constituyendo ello un hito para las Convenciones de LIADA

## Instalaciones y equipos del planetario

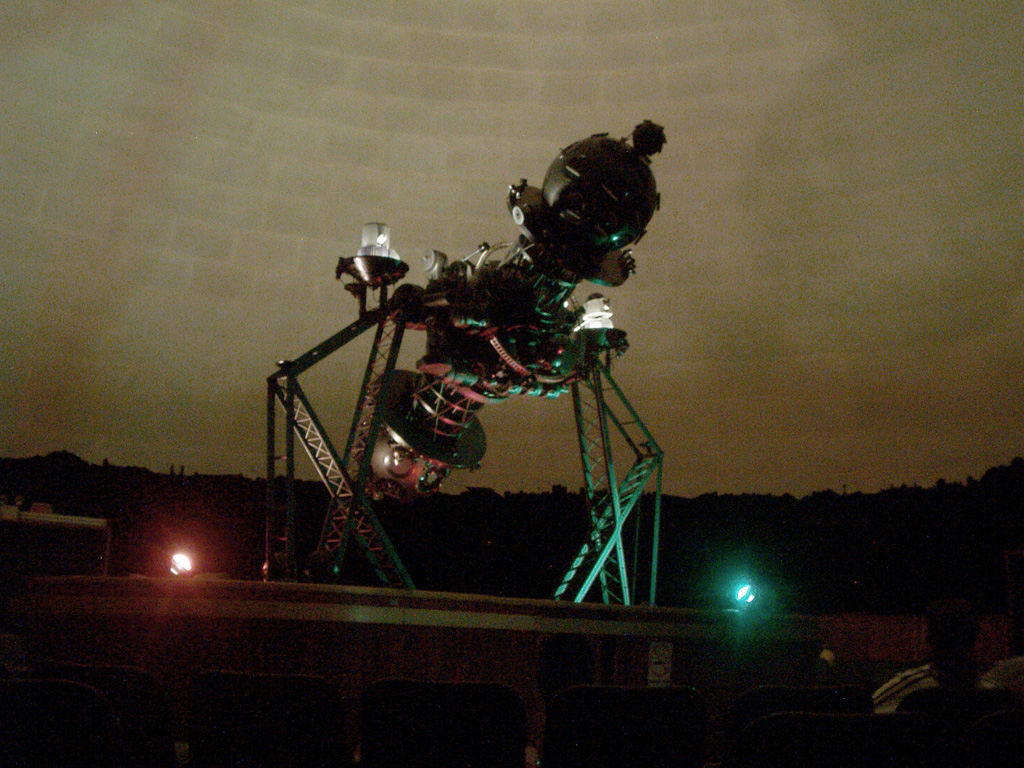
Proyector Planetario marca Zeiss Modelo Mark III modificado

El proyector del Planetario Humboldt fue adquirido en Alemania a mediados del siglo XX en la casa Zeiss. Es un modelo Mark III (modificado) Este proyector se caracteriza por ser un instrumento electromecánico, producto de la tecnología alemana de postguerra. Permite simular unas 9000 estrellas, además del Sol, La Luna, y los planetas visibles simple vista: Mercurio, Venus, Marte, Júpiter y  Saturno; también es capaz de generar las configuraciones estelares de los últimos 14000 años y de los próximos 12000 años. 
La cúpula del planetario está constituida por placas de aluminio perforado, las cuales están unidas al techo por medio de un andamiaje de acero. Dicha cúpula posee un diámetro de 20 metros y constituye la pantalla de proyección del proyector Zeiss Mark III. En el borde de la pantalla puede verse la silueta de la ciudad de Caracas para el momento cuando fue inaugurado el planetario (1960).

### Videos
- Documental Planetario Humbold
- Planetario Humbol

- Datos: Q3791776
- Multimedia: Planetario Humboldt / Q3791776